# 岑讷
岑訥（丹麥語：Tønder，發音：[ˈtsʰønˀɐ]，發音：[ˈtɔndɐn]），是位於丹麥南丹麥大區的城镇，岑訥市鎮的行政中心。靠近德國邊境，人口為7,491（截至2021年1月1日）。
因為位處丹德邊境的緣故，它的歷史與石勒苏益格-荷尔斯泰因的爭議歷史交織在一起。在1920年代，當石勒蘇益格公民投票決定將北石勒蘇益格納入丹麥時，76.5％的岑訥居民投票決定繼續留在德國，23.5％的人投票加入丹麥。

## 外部連結
维基共享资源上的相關多媒體資源：Tønder
- Tønderfestivalen （页面存档备份，存于）
- Tønder kommune （页面存档备份，存于）
- Tønder turist
- Tønder （页面存档备份，存于） på Den Digitale Byport fra Dansk Center for Byhistorie